# Edward Moran
Pour les articles homonymes, voir Moran.
Edward Moran, né le 19 août 1829 à Bolton dans le comté du Lancashire en Angleterre et décédé le 8 juin 1901 à New York dans l'État de New York aux États-Unis, est un peintre américain d'origine anglaise, spécialisé dans la peinture marine.

## Biographie
Edward Moran naît à Bolton dans le comté du Lancashire en Angleterre en 1829. En 1844, il émigre avec sa famille dans le Maryland avant de s'installer à Philadelphie l'année suivante. Il fréquente la Pennsylvania Academy of the Fine Arts et apprend la peinture auprès du peintre allemand Paul Weber et du peintre américain d'origine irlandaise James Hamilton, qui l'initie à la peinture marine.
Dans les années 1850, il travaille dans un studio à Philadelphie avec son frère, le peintre Thomas Moran, qui deviendra célèbre pour ses peintures de l'Ouest américain. En 1862, il séjourne à Londres et devient élève de la Royal Academy. En 1872, il s'établit à New York. Il devient membre de l'Académie américaine des beaux-arts en 1874. En 1877, il séjourne à Paris. En 1885, il réalise une série de treize tableaux représentant l'histoire marine des États-Unis. Les sujets incluent des représentations des navigateurs et explorateurs Leif Erikson, Christophe Colomb, Hernando de Soto, Henry Hudson et George Dewey, parmi d'autres. La série est présentée à l'exposition universelle de 1893.
Il meurt à New York en 1901. Ses fils, Edward Percy Moran (1862-1935) et John Leon Moran (1864-1941), deviennent également peintres, tout comme leur neveu, Jean Leon Gerome Ferris (1863-1930), célèbre pour sa série de soixante-dix huit scènes de l'histoire américaine, intitulée La reconstitution historique d'une nation, la plus grande série de peintures historiques américaines réalisée par un seul et unique artiste.
Ces œuvres sont notamment visibles ou conservées au Smithsonian American Art Museum de Washington DC, au Worcester Art Museum, à la Munson-Williams-Proctor Arts Institute d'Utica, au Brigham Young University Museum of Art (en) de Provo, au Chrysler Museum of Art de Norfolk, au musée de la ville de New York, à l'U.S. Naval Academy Museum d'Annapolis, au musée des Beaux-Arts de Boston et au Berkshire Museum (en) de Pittsfield.

## Œuvres

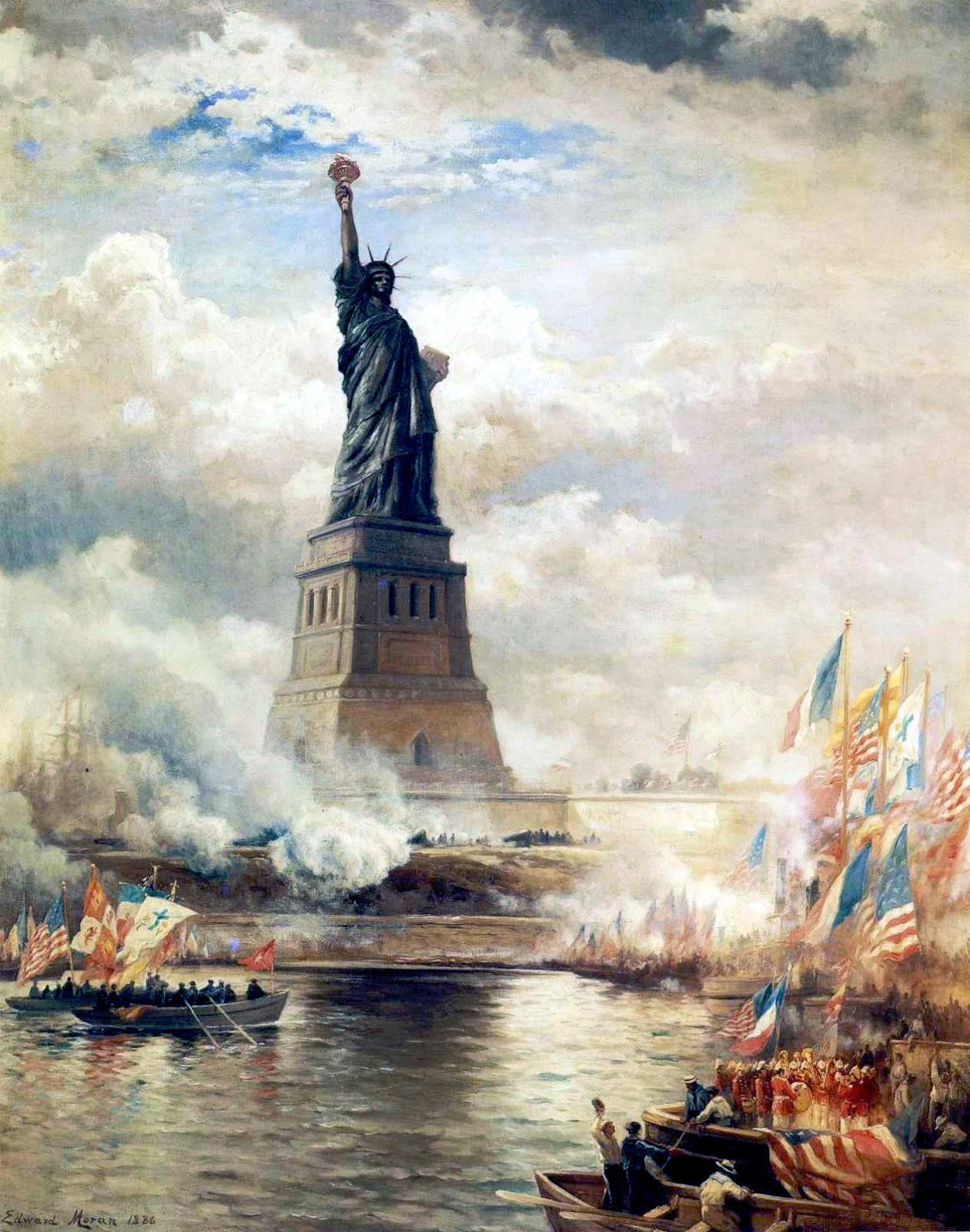
Statue of Liberty unveiled, 1886, musée de la ville de New York
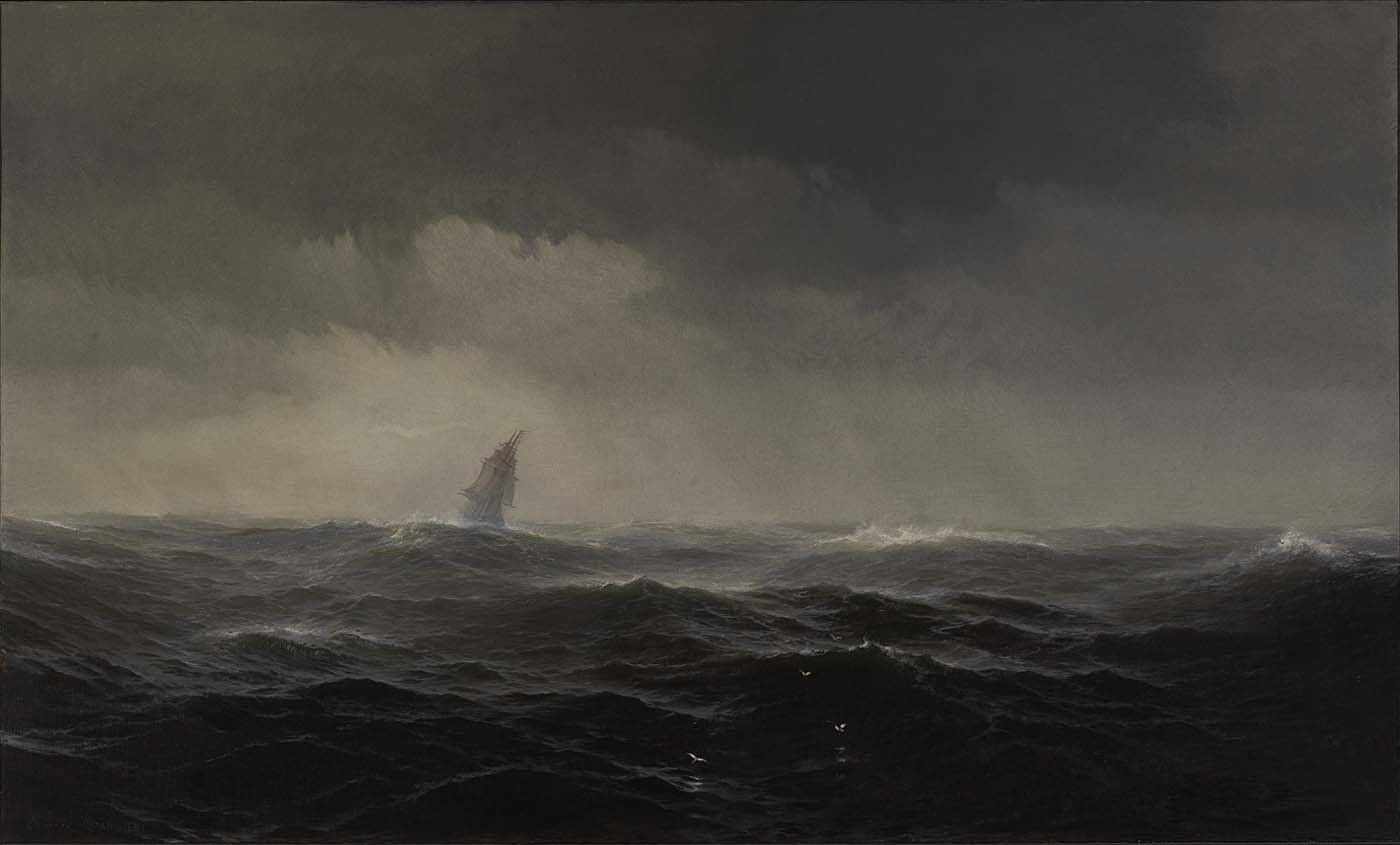
The Sea, 1870, Smithsonian American Art Museum
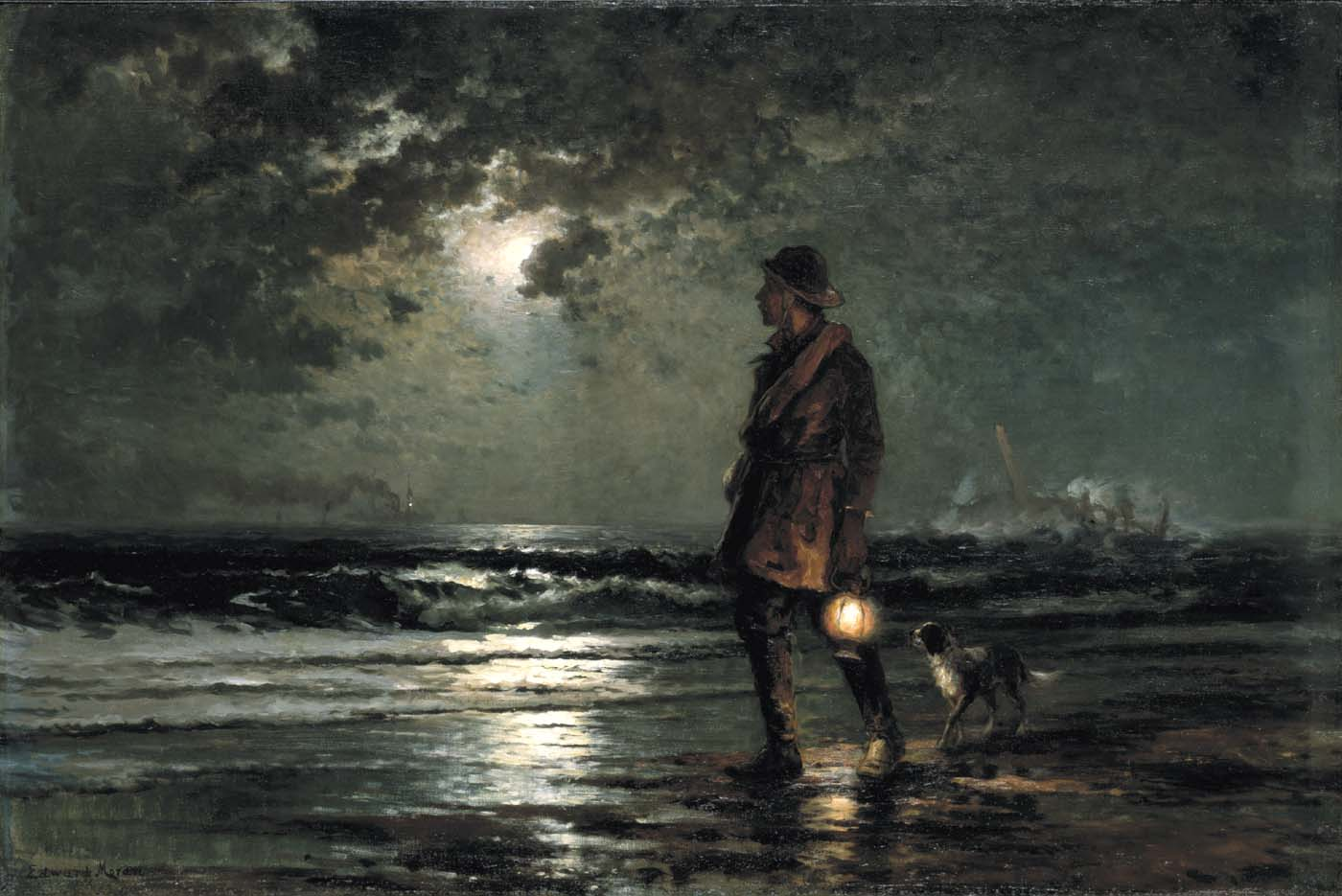
Life Saving Patrol, vers 1893, Smithsonian American Art Museum
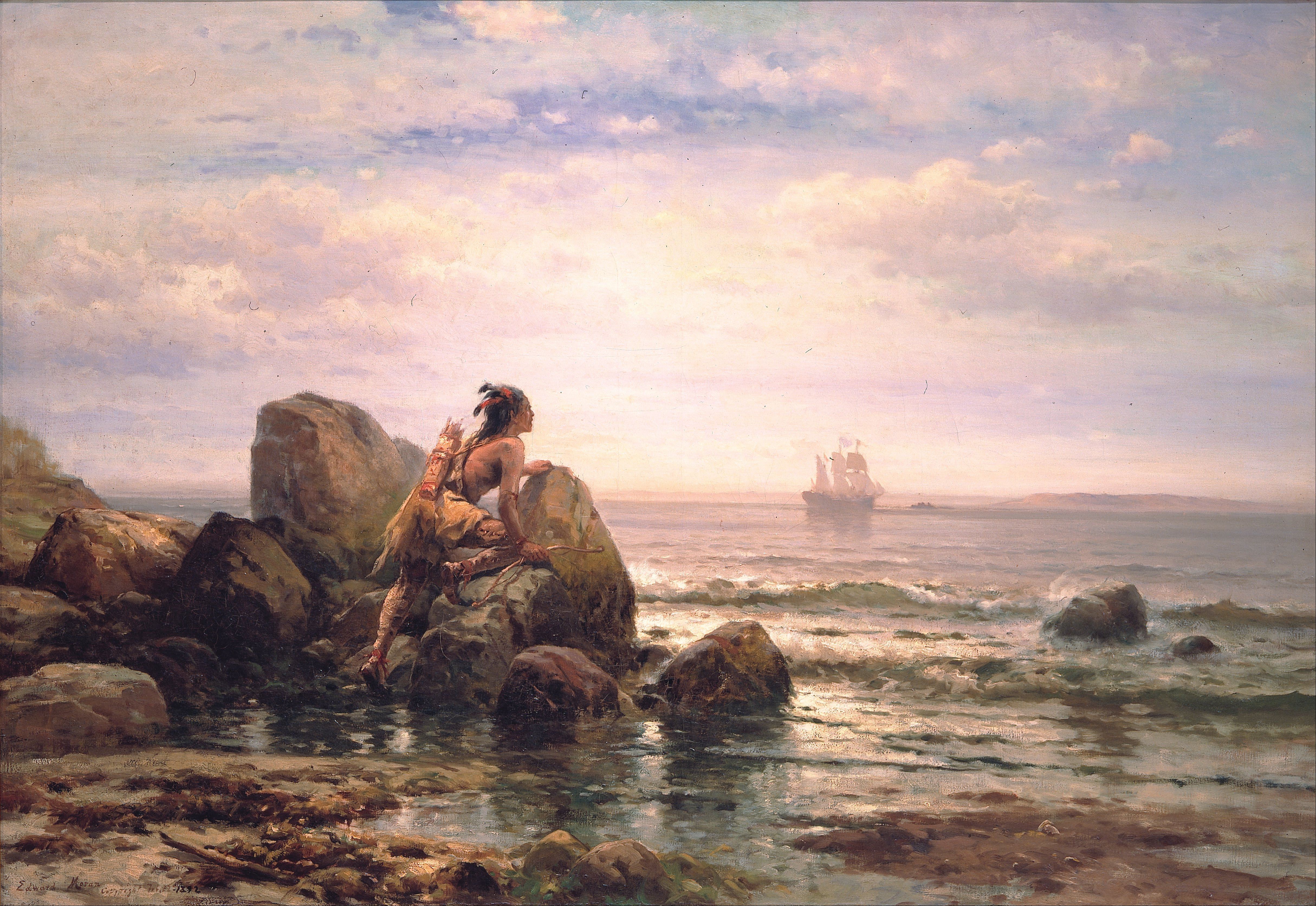
Henrik Hudson entering New York Harbor, September 11, 1609, 1892, Berkshire Museum (en)
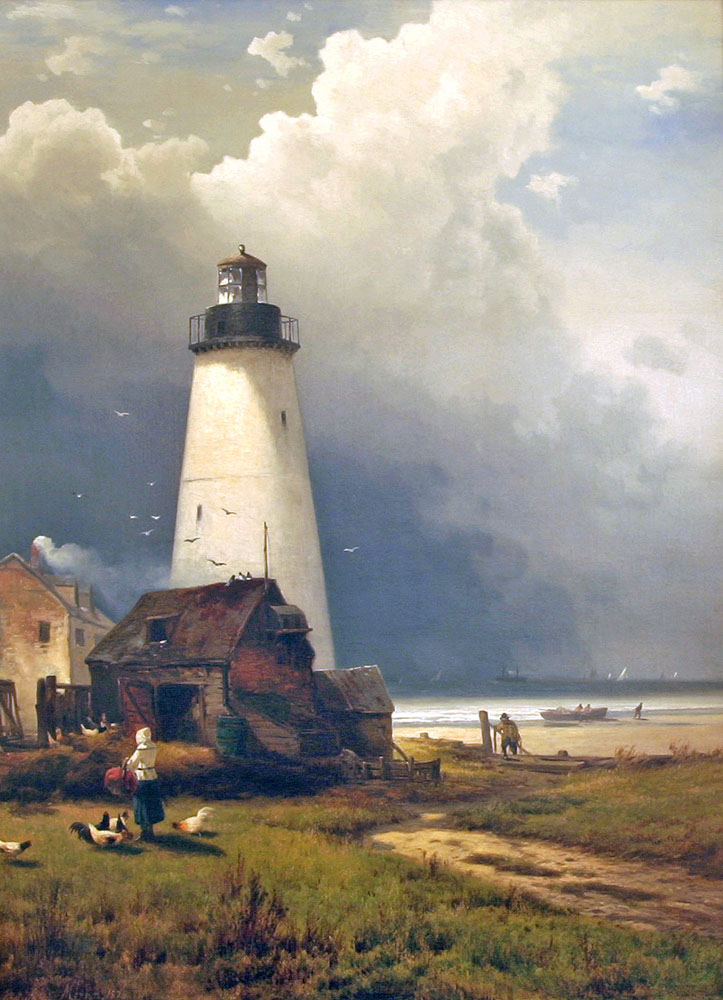
Sandy Hook Lighthouse, 1876
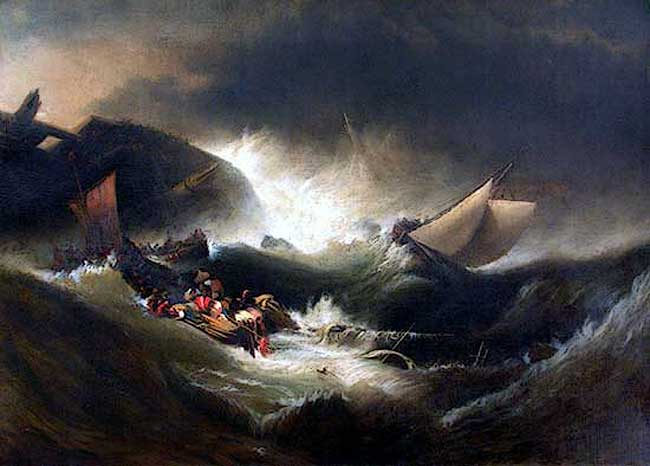
The Wreck, vers 1861
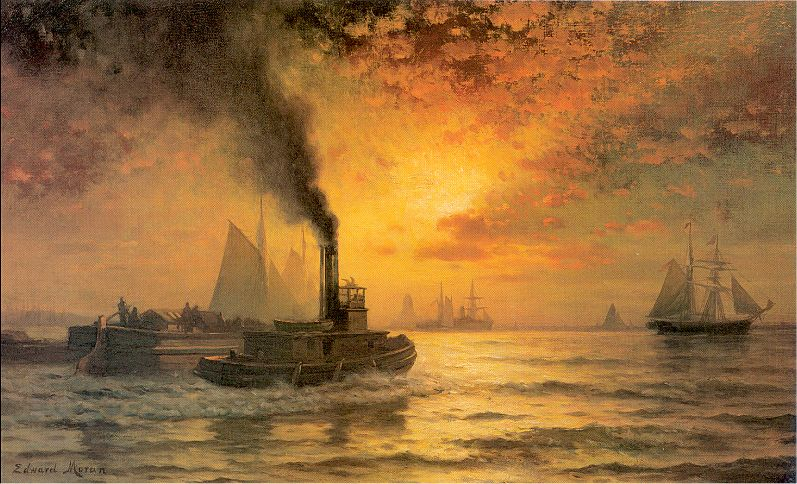
New York Harbour, sans date
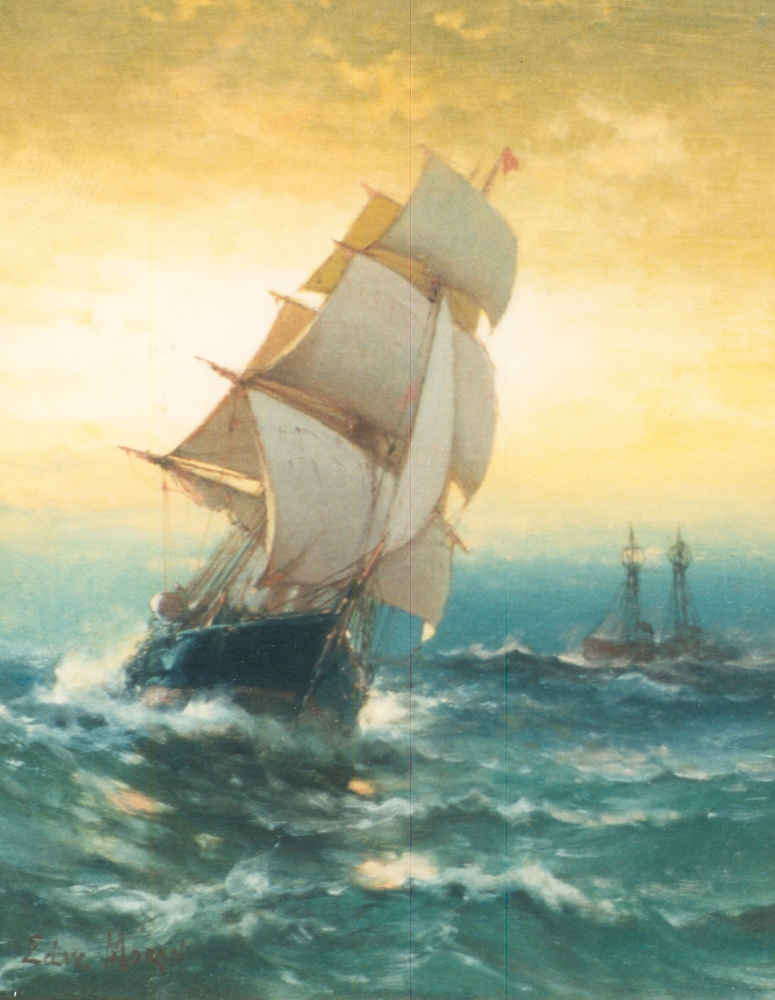
Brig off Sandy Hook., vers 1870
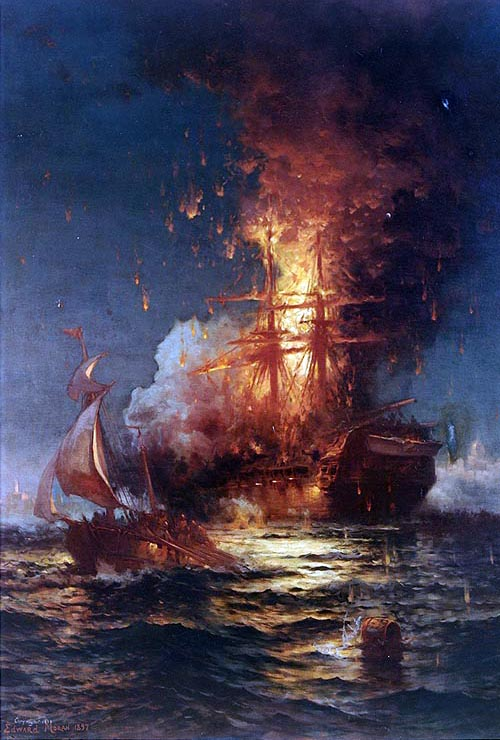
Burning of the Frigate Philadelphia in the Harbor of Tripoli, 1897, U.S. Naval Academy Museum
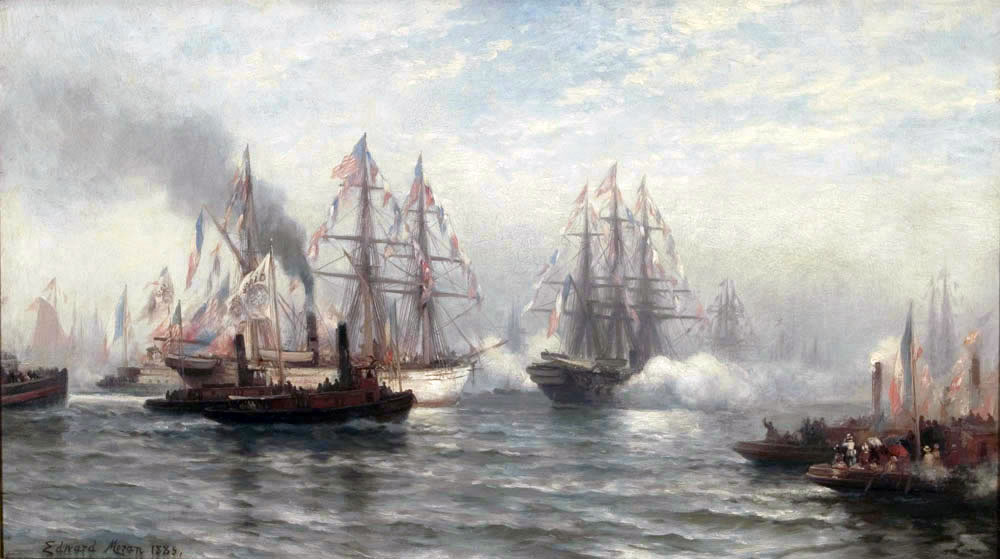
The Statue of Liberty Arrives in New York Harbor, Reception of the Isère, June 20, 1885., 1885
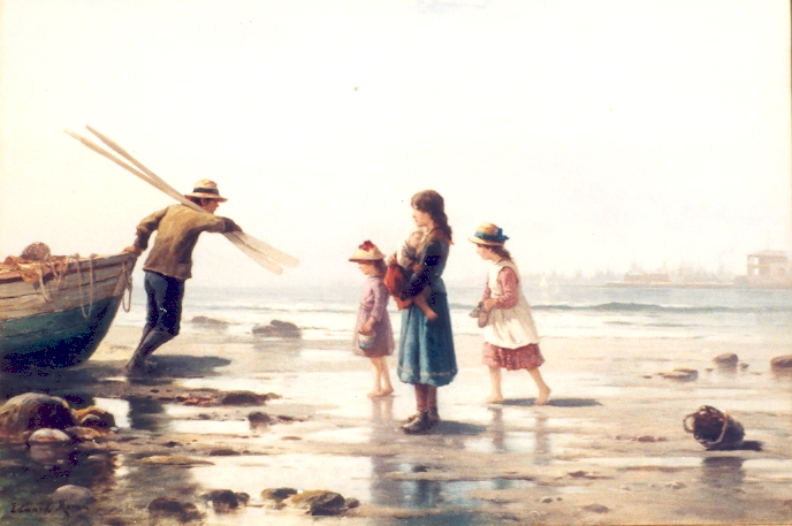
Homecoming, New York Harbour., vers 1870
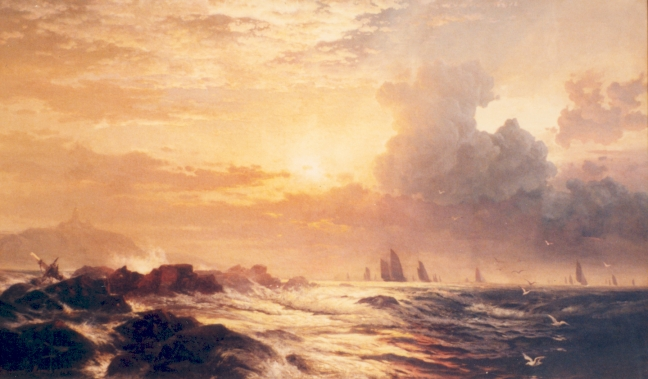
Yachting at Sunset, 1876
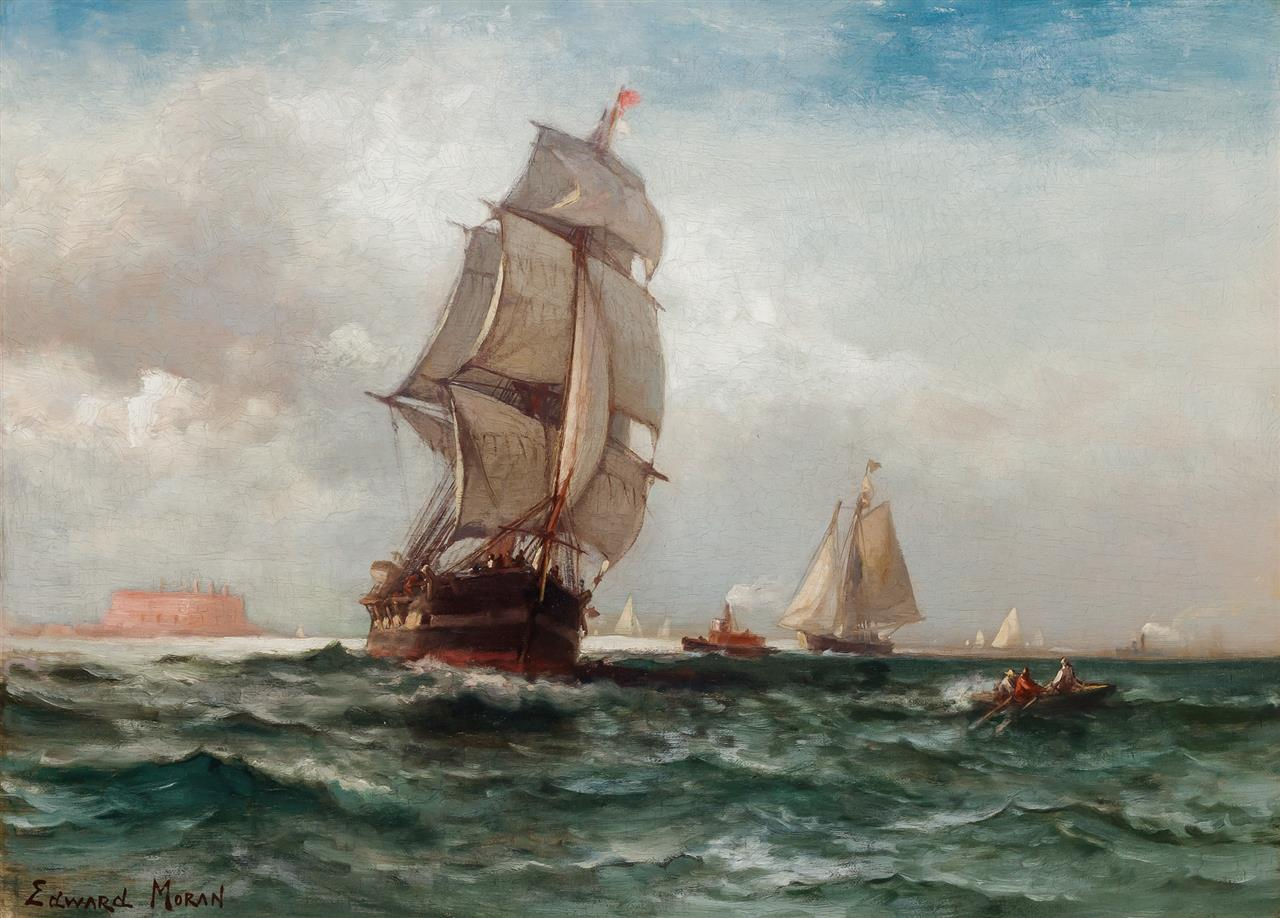
Shipping off Governors Island, New York, vers 1870
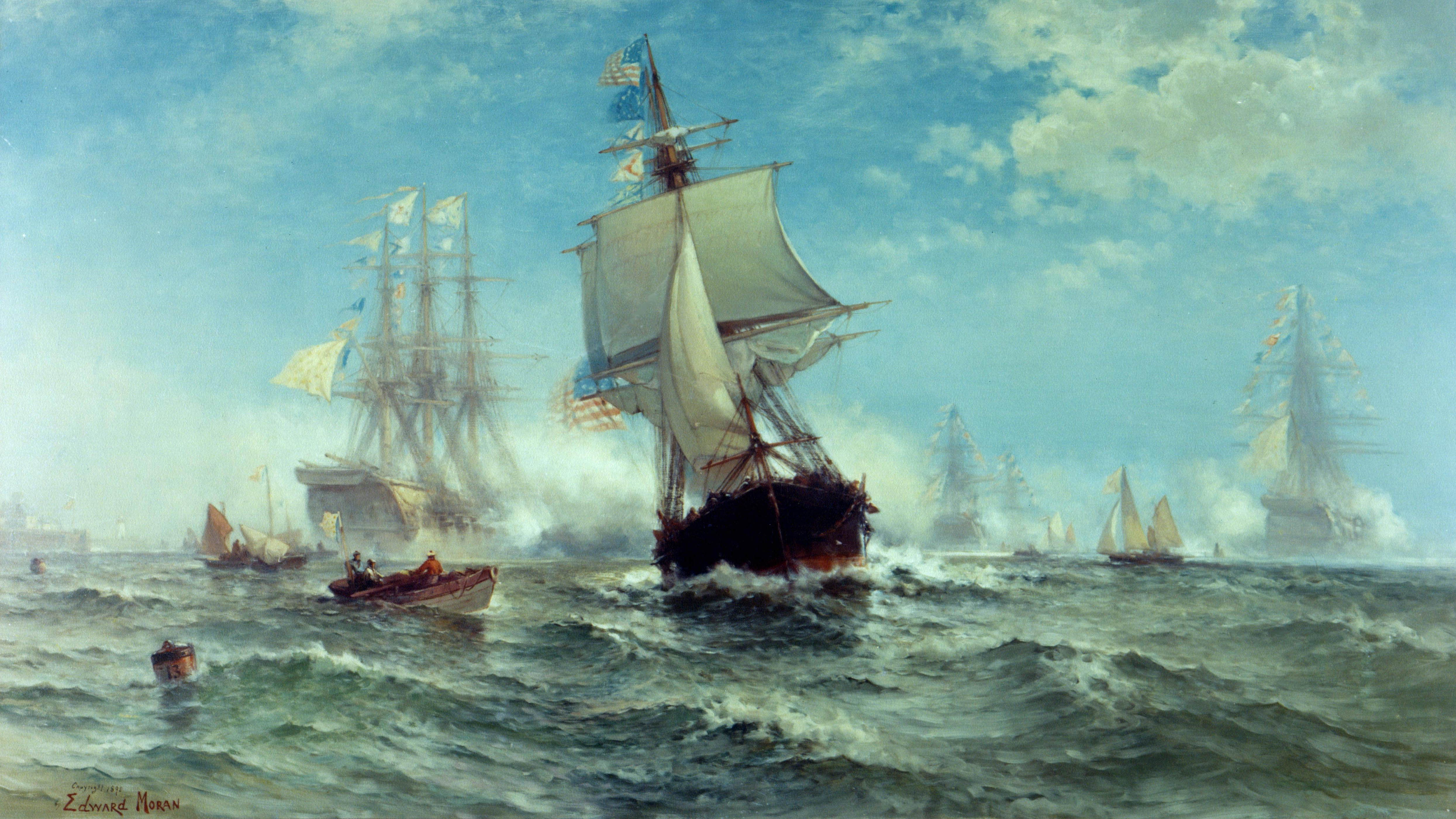
First Recognition of the American Flag by a Foreign Government, 14 February 1778, 1898
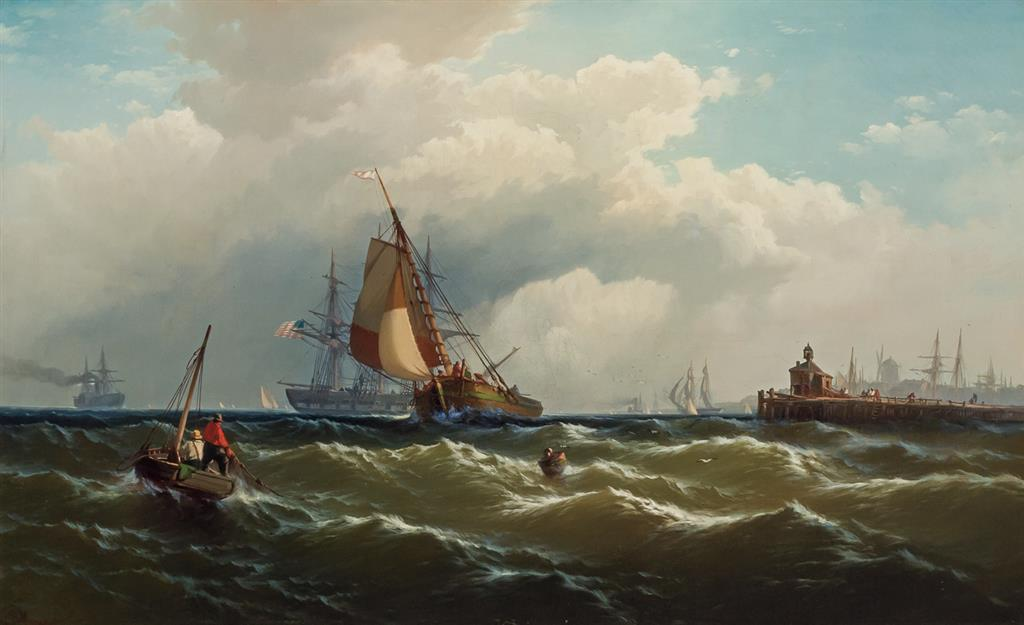
View of Paulus Hoeck (Hook), New Jersey from New York Harbor, vers 1862
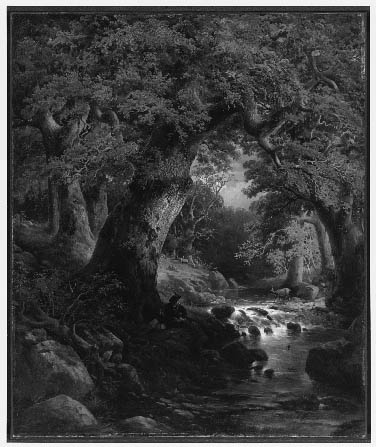
Jacques and the Forest of Arden, sans date, musée des Beaux-Arts de Boston
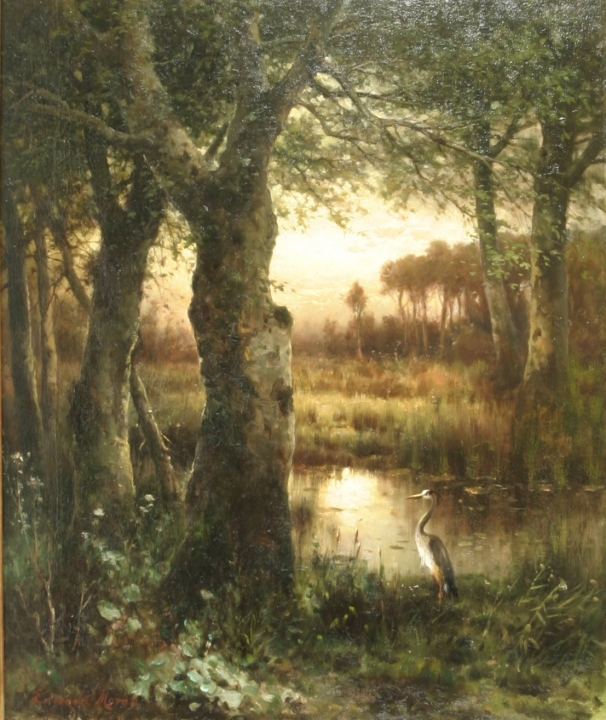
Estuary at Twilight, vers 1890
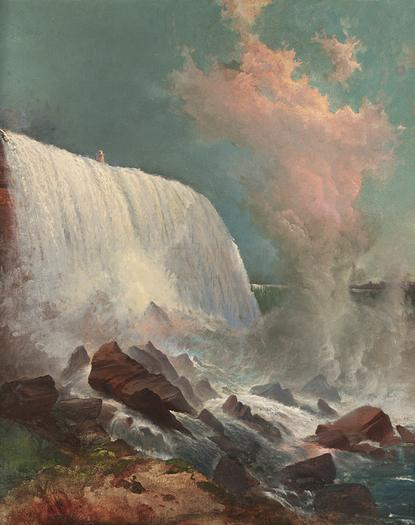
Niagara Falls, vers 1865-1875

## Sources
- Nancy K. Anderson, Thomas Moran, New Haven, Yale University Press, 1997.
- Natalie Spassky, American Paintings in the Metropolitan Museum of Art, 1985
- Theodore Sutro, Thirteen Chapters of American History, Represented by the Edward Moran Series of 13 Historical Marine Paintings., New York, Baker & Taylor Co., 1905.